# Monoblastiopsis
Monoblastiopsis is een geslacht van schimmels uit de klasse Dothideomycetes. De typesoort is Monoblastiopsis konzana. 

## Soorten
Volgens Index Fungorum telt het geslacht twee soorten (peildatum maart 2022):
| Soortnaam                    | Auteur(s)                | Publicatiejaar |
| ---------------------------- | ------------------------ | -------------- |
| Monoblastiopsis konzana      | R.C. Harris & C.A. Morse | 2008           |
| Monoblastiopsis nigrocortina | R.C. Harris & C.A. Morse | 2008           |